# Psychomyia unzickeri
Psychomyia unzickeri är en nattsländeart som beskrevs av Schmid 1997. Psychomyia unzickeri ingår i släktet Psychomyia och familjen tunnelnattsländor. Inga underarter finns listade i Catalogue of Life.